# スカイヤーズビンガム
スカイヤーズビンガム（英語: Squires Bingham）は、フィリピンの銃火器メーカー。アームスコアの関連会社。日本においての「スカイヤーズビンガム」の名称は、後述の事件で使用された同社製の38口径回転式拳銃を指している場合が多く、本項では主にこの回転式拳銃について扱う。

## 概要
スカイヤーズビンガムの製品として日本で知られているものには、コルト・ディテクティブスペシャルのコピーが挙げられる。
国内での流通はほとんどないが、年間2-3件は事件の捜査などで押収されている。
八王子スーパー強盗殺人事件では凶器として使用された（後述）。

## 八王子スーパー強盗殺人事件での使用
八王子スーパー強盗殺人事件の捜査本部は流通ルートを洗ってきた。昭和63年に金沢市内で発生した資産家夫婦射殺事件で使われた弾丸の線条痕と、八王子スーパー強盗殺人事件の弾丸の線条痕が「酷似」していることが判明したが、「一致」とは断定できなかった。その後も「『実行犯を知っている』と話すフィリピン人がいる」という情報が寄せられ、平成19年7月に捜査員を現地に派遣したが、事件とは結びつかなかった。ある捜査幹部は銃犯罪の難しさを「銃は人から人へと回り、捨てられることもある。仮に銃を特定できても、指紋とは違い、それだけでは実行犯の特定にはつながらない」と指摘する。